# 팍스 아토미카
팍스 아토미카(Pax Atomica, 핵 평화)는 냉전 기간 미국과 소련 간의 대규모 무력 충돌이 부재했던 긴장의 시기를 묘사할 때 종종 사용되는 용어이다. 이 용어는 종종 제2차 세계 대전 이후 핵 시대 전체를 묘사할 때 사용되기도 한다.
이 용어는 좁은 의미에서, 냉전 시대에 대해서만 적용될 때, 양대 초강대국들이 서로의 대규모 핵전력을 통한 상호확증파괴에 의해 상호간의 안정을 이루었다는 주장을 의미한다. 이는 양대 초강대국들 중 하나가 핵공격을 개시할 시, 상대가 같은 방식으로 보복함으로써 양국 및 북반구 전체를 완전히 파괴할 수 있다고 위협하는 것이다. 존 루이스 개디스(John Lewis Gaddis)는 이 시기에 대해 긴 평화의 시기라고 묘사했다.
용어의 넓은 의미에서는, 제2차 세계 대전 이후의 시기 전체를 의미하여, 세계적인 강대국들의 핵전력 보유가 상호확증파괴의 가능성으로 인해 이러한 강대국들 간의 전면전 발생을 방지하는 경향이 있다는 주장을 의미한다.
팍스 아토미카라는 용어는 더 잘 알려져 있는 용어인, 제1차 세계 대전 이전의 한 세기 동안 영국의 패권으로 인해 안정이 유지되었던 시기를 의미하는 팍스 브리타니카와, 20세기 중반 이후 현재까지 미국의 패권으로 인해 안정이 유지되는 시기를 의미하는 팍스 아메리카나에서 파생되었다.

## 같이 보기
- 억지이론
- 핵 군비 경쟁